# 安田信之
安田 信之（やすだ のぶゆき、1943年9月 - ）は、日本の法学者。専門は国際法。名古屋大学名誉教授。

## 経歴
略歴は以下のとおり。
- 1967年03月 - 大阪市立大学法学部卒業
- 1967年04月 - アジア経済研究所入所
- 1990年12月 - 法学博士（大阪市立大学）（学位論文「アジアの法と社会」）
- 1992年03月 - アジア経済研究所退職
- 1992年04月 - 名古屋大学大学院国際開発研究科教授
- 2007年03月 - 名古屋大学定年退官
- 2007年04月 - 関西大学政策創造学部教授
- 2007年05月 - 名古屋大学名誉教授[3]
- 2014年03月 - 関西大学退職[4]

## 著書
- 『フィリピンの法・企業・社会』 アジア経済研究所 1985.3 (経済協力シリーズ)
- 『アジアの法と社会』 三省堂 1987.11
- 『ASEAN法』 日本評論社 1996.8 改訂「東南アジア法」
- 『開発法学 アジア・ポスト開発国家の法システム』 名古屋大学出版会 2005.2

## 共編
- 『アジア諸国の法制度』 山崎利男共編 アジア経済研究所 1980.3 (経済協力調査資料)
- 『アジア諸国の企業法制』 谷川久共編 アジア経済研究所 1983.3 (経済協力シリーズ)
- 『ASEAN法 その諸相と展望』 アジア経済研究所 1987.3 (経済協力シリーズ)
- 『第三世界開発法学入門』 アジア経済研究所 1992.3 (アジアを見る眼)
- 『中国の開発と法』 針生誠吉共編 アジア経済研究所 1992.12 (経済協力シリーズ)

## 翻訳
- 『1872年インド契約法』 アジア経済研究所 1972 (経済協力調査資料)
- 『インドの会社法』 1-2 アジア経済研究所 1972 (経済協力調査資料)
- 『マレーシアの会社法』 アジア経済研究所 1978 (経済協力調査資料)
- 『タイの経済関係法』 アジア経済研究所 1981.5 (経済協力シリーズ)